# 大阪府立門真スポーツセンター
大阪府立門真スポーツセンター（おおさかふりつかどまスポーツセンター）は、大阪府門真市にある多目的アリーナである。施設は大阪府が所有し、OGS・関電FA・パティネレジャー門真SC共同事業体（構成団体：（代表）オージースポーツ、関電ファシリティーズ、パティネレジャー）が指定管理者として運営管理を行っている。
門真市に本社を置く東和薬品が命名権を取得しており、2015年10月1日から「東和薬品RACTABドーム」（とうわやくひん ラクタブドーム）の愛称を用いている（後述）。

## 概要
1997年（平成9年）に開催された第52回国民体育大会（なみはや国体）のメイン会場として建設された。メインアリーナ、サブアリーナ、サブプールなどがあり、メインアリーナは夏季は国際公認50mコースや短水路（25m）コースを保有する水泳場、冬季はアイススケートリンクとして利用される。
指定管理者は2020年3月まではOGMPなみはやドーム共同事業体（構成団体：（代表）オージースポーツ、MIDファシリティマネジメント、パティネレジャー）であったが、2020年4月からOGS・関電FA・パティネレジャー門真SC共同事業体（構成団体：（代表）オージースポーツ、関電ファシリティーズ、パティネレジャー）となっている。

## 施設
下記のほか、門真市立青少年運動広場（軟式野球場）、門真市立テニスコートがある。

### メインアリーナ
- 天井高：42.65m（最高）
- 観客席：固定席6,000席（最大収容人員1万人）- 車椅子席40席、難聴者用ループ席88席

春・夏期
- メインプール - 50m×25.5m（一般公認10レーン　国際公認8レーンとしても使用可能）
- 飛び込みプール - 25m×25m（短水路国際公認10レーンとしても使用可能）

秋期
競技フロア：3,504m2（最大84m×44m）
- バレーボール 公式5面
- バスケットボール 公式4面
- テニス 公式5面
- ハンドボール 公式2面
- 卓球 公式26面
- バドミントン 公式18面

冬期
- メインリンク（メインプール使用）60m×30m
- サブリンク（飛び込みプール使用）30m×18m
- 使用可能種目　アイスホッケー、フィギュアスケート、ショートトラックスピードスケートなど。

### サブアリーナ
- 天井高：12.3m（最低）
- 観客席：固定席835席（最大収容人員2千人）- 車椅子席6席
- 競技フロア：1,540m2（35m×44m）

### サブプール
- 50m×15m（一般公認7レーン）
- 飛び板　移動式3m1台と1m2台あり
※温水プールとして1年間を通して利用可能
- 観客席：210席（他車いす席10、難聴者用ループ36あり）

## 主な大会・イベント
1998年バレーボール世界選手権では男子準決勝ラウンドの会場のひとつになった。また、2003年ワールドカップバレーボールの女子大会日本戦のフィナーレ会場となった。
2006年には、06総体THE近畿の総合開会式場となった。
2007年ワールドカップバレーボールの第2次ラウンド日本戦の会場となった。また、プロバスケットボールチームの大阪エヴェッサ（当時bjリーグ）が2013年まで公式戦を開催していた（大阪エヴェッサ#ホームアリーナを参照）。
プロレス団体は、主にサブアリーナを使用する。大阪プロレスは1999年にこのサブアリーナで旗揚げ戦を行った。ジャイアント馬場が大阪で試合をした最後の場所もサブアリーナで、1998年のことである。馬場が戦ったのはこの時が最初で最後であった。新日本プロレスは過去にメインアリーナを使用していた。
全日本大学ボクシング王座決定戦の会場として使用されたことがある。

## 施設命名権
1996年（平成8年）の開館から「なみはやドーム」の愛称が使用されてきた。この愛称は1994年（平成6年）9月1日から10月31日まで国内外から一般公募で集まった6500通を超える応募の中から愛称選定委員会による審査によって決定し、1995年（平成7年）1月4日に公表されたものである。
2015年（平成27年）7月、大阪府教育委員会はネーミングライツパートナー企業の募集を行い、同29日に地元門真市に本社を置くジェネリック医薬品メーカーの東和薬品が命名権を取得した。契約金額は年間1,000万円、愛称は『東和薬品RACTABドーム』で、同年10月1日から2020年（令和2年）9月30日までの5年間使用され、その後2025年（令和7年）9月30日まで契約延長された。「RACTAB」は東和薬品が開発した水なしでも服用できる口腔内崩壊錠をつくる技術名称である。

## 所在地
- 大阪府門真市三ツ島3丁目7番16号
（旧）門真市大字三ツ島308番地1（2012年11月3日に門真市の住所表示が変更された）

## 交通アクセス
- Osaka Metro長堀鶴見緑地線・門真南駅下車
- 大阪シティバス・地下鉄門真南 下車